# Вест-Гіллс (Пенсільванія)
Вест-Гіллс (англ. West Hills) — переписна місцевість (CDP) в США, в окрузі Армстронг штату Пенсільванія. Населення — 1228 осіб (2020).

## Географія
Вест-Гіллс розташований за координатами 40°49′49″ пн. ш. 79°32′10″ зх. д. / 40.83028° пн. ш. 79.53611° зх. д. (40.830284, -79.536031).  За даними Бюро перепису населення США в 2010 році переписна місцевість мала площу 8,93 км², з яких 8,42 км² — суходіл та 0,52 км² — водойми.

## Демографія
Згідно з переписом 2010 року, у переписній місцевості мешкали 1263 особи в 508 домогосподарствах у складі 377 родин. Густота населення становила 141 особа/км².  Було 532 помешкання (60/км²).
Расовий склад населення:
| - 98,8 % — білих - 0,3 % — чорних або афроамериканців - 0,2 % — азіатів - 0,1 % — корінних американців |

До двох чи більше рас належало 0,6 %. Частка іспаномовних становила 0,1 % від усіх жителів.
За віковим діапазоном населення розподілялося таким чином: 21,3 % — особи молодші 18 років, 58,5 % — особи у віці 18—64 років, 20,2 % — особи у віці 65 років та старші. Медіана віку мешканця становила 45,6 року. На 100 осіб жіночої статі у переписній місцевості припадало 99,5 чоловіків;  на 100 жінок у віці від 18 років та старших — 94,5 чоловіків також старших 18 років.
Середній дохід на одне домашнє господарство  становив 60 329 доларів США (медіана — 50 089), а середній дохід на одну сім'ю — 72 208 доларів (медіана — 62 222). За межею бідності перебувало 13,4 % осіб, у тому числі 0,0 % дітей у віці до 18 років та 7,8 % осіб у віці 65 років та старших.
Цивільне працевлаштоване населення становило 456 осіб. Основні галузі зайнятості: освіта, охорона здоров'я та соціальна допомога — 47,4 %, мистецтво, розваги та відпочинок — 12,3 %, будівництво — 9,9 %.